# 森直史
森 直史（もり なおふみ、1979年12月6日 - ）は、トラスパレンテのオーナーシェフ。

## 略歴
高校卒業後、専門学校に通いながらフォーシーズンズホテル 椿山荘、パリの朝市 東武池袋店、ラ ルーナ ロッサなどでの経験を糧にイタリアへ行き、フィレンツェ、ボローニャで3年半修業をする。
ボローニャにあるレストランのサーラボルサではドルチェ、パンの統括シェフを務めた。
帰国後、オーバカナルを経て2008年5月、中目黒にトラスパレンテをオープン。